# PGC 89996
LEDA/PGC 89996 ist eine Spiralgalaxie im Sternbild Schwertfisch am Südsternhimmel. Sie ist schätzungsweise 309 Millionen Lichtjahre von der Milchstraße entfernt. 